# Espagne au Concours Eurovision de la chanson 1961
L'Espagne a participé au Concours Eurovision de la chanson 1961, alors appelé le « Grand prix Eurovision de la chanson européenne 1961 », à Cannes, en France. C'est la première participation espagnole au Concours Eurovision de la chanson.
Le pays est représenté par la chanteuse Conchita Bautista et la chanson Estando contigo, sélectionnées par la Televisión Española (TVE) au moyen d'une finale nationale.

## Sélection

### Preselección de Eurovisión 1961
Le radiodiffuseur espagnol, la Televisión Española (TVE), organise une finale nationale pour sélectionner l'artiste et la chanson représentant l'Espagne au Concours Eurovision de la chanson 1961.
La finale nationale espagnole a eu lieu début 1961 aux studios de la Radio Nacional de España (RNE) à Barcelone. Les chansons sont toutes interprétées en espagnol, langue officielle de l'Espagne.
Victor Balaguer, participant à cette finale nationale espagnole, représentera l'Espagne l'année suivante à l'Eurovision.
Lors de cette sélection, c'est Conchita Bautista et la chanson Estando contigo qui furent choisies pour représenter l'Espagne à l'Eurovision 1961. Conchita Bautista représentera l'Espagne à l'Eurovision 1965.

#### Finale
| Ordre | Interprète         | Chanson            | Traduction    | Points | Place |
| ----- | ------------------ | ------------------ | ------------- | ------ | ----- |
| 1     | Ramón Calduch (es) | Eva María          | -             | 32     | 4     |
| 2     | Angelita Baidez    | Tempranito         | Très tôt      | 13     | 6     |
| 3     | Conchita Bautista  | Estando contigo    | Être avec toi | 49     | 1     |
| 4     | Jorge Miranda      | Betsabé            | Bethsabée     | 25     | 5     |
| 5     | Víctor Balaguer    | Ba, be, bi, bo, bu | -             | 48     | 2     |
| 6     | Ramón Calduch      | Carita Morena      | Chère brune   | 43     | 3     |

## À l'Eurovision
Chaque pays a un jury de dix personnes. Chaque membre du jury peut donner un point à sa chanson préférée.

### Points attribués par le Espagne
| 3 points | Royaume-Uni           |
| 2 points | France Luxembourg     |
| 1 point  | Monaco Norvège Suisse |

### Points attribués au Espagne
| 10 points | 9 points | 8 points | 7 points           | 6 points                                  |
| --------- | -------- | -------- | ------------------ | ----------------------------------------- |
|           |          |          |                    |                                           |
| 5 points  | 4 points | 3 points | 2 points           | 1 point                                   |
|           |          |          | - France - Norvège | - Monaco - Pays-Bas - Royaume-Uni - Suède |

Conchita Bautista interprète Estando contigo en 1re position, précédant Monaco. Au terme du vote final, l'Espagne termine 9e sur 16 pays, recevant 8 points.